# Cantanhede (freguesia)
A Freguesia de Cantanhede foi uma freguesia portuguesa do Município de Cantanhede, no Distrito de Coimbra, freguesia que tinha 41,76 km² de área e 7 738 habitantes (2011), e, por isso, uma densidade populacional de 185,3 hab/km².
Foi extinta em 2013, no âmbito de uma reforma administrativa nacional, tendo sido agregada à Freguesia de Pocariça, para formar uma nova freguesia denominada União das Freguesias de Cantanhede e Pocariça da qual é sede.
Enquadra-se na paróquia da Diocese de Coimbra.

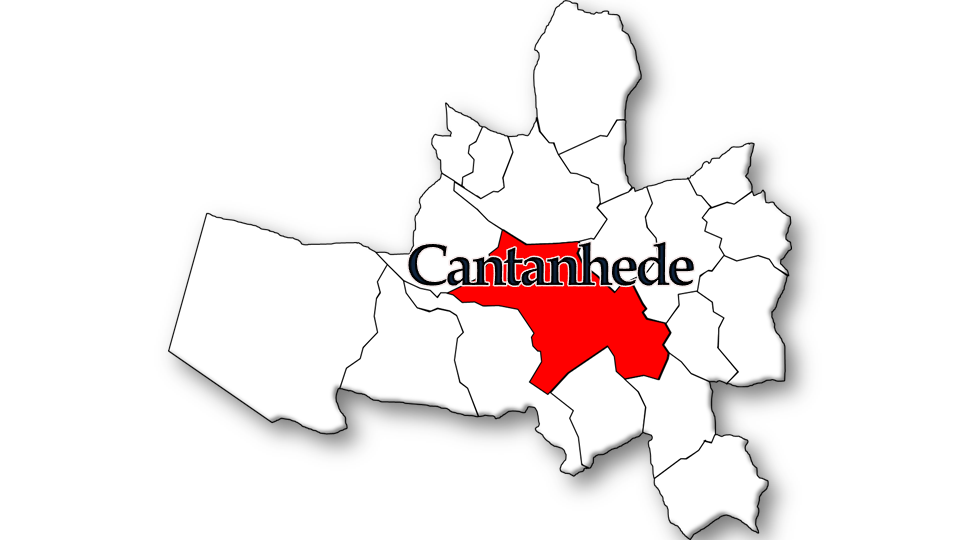
Localização no Município de Cantanhede

## População
| População da freguesia de Cantanhede | População da freguesia de Cantanhede | População da freguesia de Cantanhede | População da freguesia de Cantanhede | População da freguesia de Cantanhede | População da freguesia de Cantanhede | População da freguesia de Cantanhede | População da freguesia de Cantanhede | População da freguesia de Cantanhede | População da freguesia de Cantanhede | População da freguesia de Cantanhede | População da freguesia de Cantanhede | População da freguesia de Cantanhede | População da freguesia de Cantanhede | População da freguesia de Cantanhede |
| ------------------------------------ | ------------------------------------ | ------------------------------------ | ------------------------------------ | ------------------------------------ | ------------------------------------ | ------------------------------------ | ------------------------------------ | ------------------------------------ | ------------------------------------ | ------------------------------------ | ------------------------------------ | ------------------------------------ | ------------------------------------ | ------------------------------------ |
| 1864                                 | 1878                                 | 1890                                 | 1900                                 | 1911                                 | 1920                                 | 1930                                 | 1940                                 | 1950                                 | 1960                                 | 1970                                 | 1981                                 | 1991                                 | 2001                                 | 2011                                 |
| 3 953                                | 3 931                                | 4 434                                | 4 296                                | 4 781                                | 4 817                                | 5 506                                | 6 027                                | 6 374                                | 6 630                                | 6 990                                | 7 534                                | 6 322                                | 7 066                                | 7 738                                |

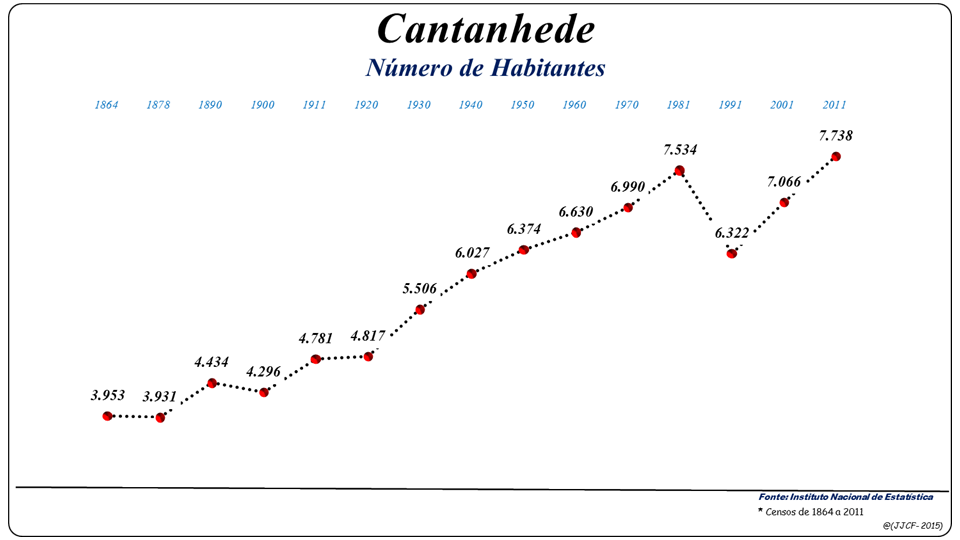
Evolução da População (1864 / 2011)

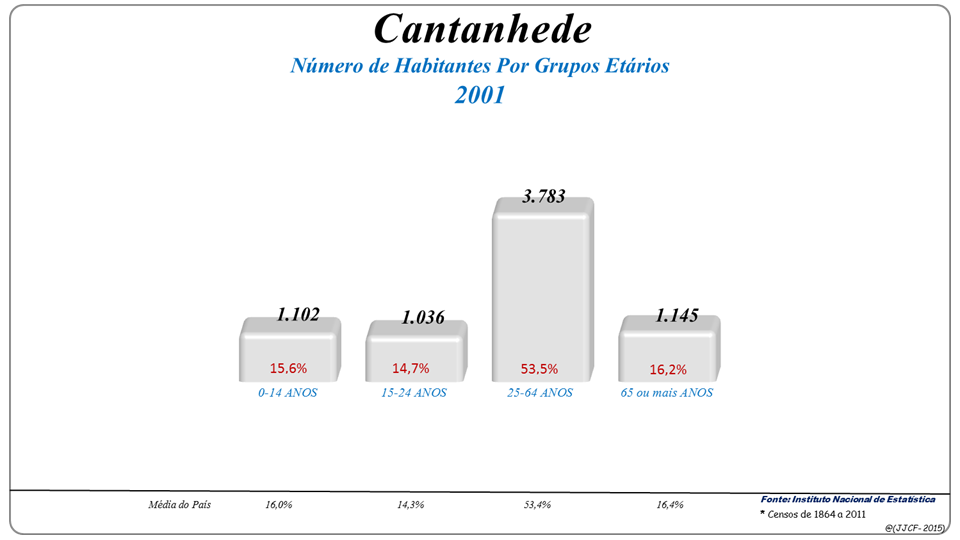
Grupos Etários (2001 e 2011)

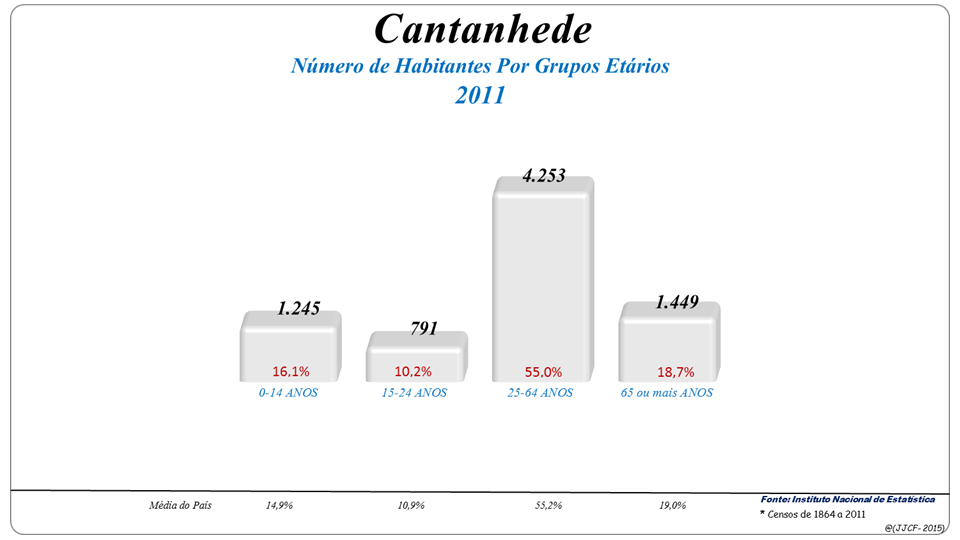
Grupos Etários (2001 e 2011)

Com lugares desta freguesia foi criada pela Lei nº 95/85, de 04 de Outubro, a freguesia de São Caetano

## Património
- Capela de Varziela e  Capela de Nossa Senhora da Misericórdia
- Igreja de São Pedro (Cantanhede) ou Igreja Matriz de Cantanhede
- Cruzeiro de Lemede e Cruzeiro de Póvoa da Lomba
- Museu da Pedra (Cantanhede)
- Capela de Nª Senhora das Neves (Póvoa da Lomba)
- Capela de São Jorge
- Núcleo de moinhos de água